# Bernhard Schmidt-Hertha
Bernhard Schmidt-Hertha (* 1973) ist ein deutscher Pädagoge.

## Leben
Von 1980 bis 1994 absolvierte er die Schulausbildung in Burghausen (Grundschule und Gymnasium). Nach dem Zivildienst (1994–1995) studierte er von 1996 bis 2000 Pädagogik, Psychologie und Soziologie an der LMU München (Abschluss Magister Artium der Pädagogik). Nach dem Promotionsstudium (2001–2004) in München (Promotion zum Dr. phil. im Februar 2004, Thema der Dissertation: „Virtuelle Lernarrangements für Studienanfänger“) war von 2004 bis 2010 wissenschaftlicher Assistent am Lehrstuhl für Allgemeine Pädagogik und Bildungsforschung der LMU. Nach der Habilitation 2009 an der LMU München (Venia für Pädagogik, Mentorat: Rudolf Tippelt, Thomas Eckert, Frank Fischer, Josef Schrader, Habilitationsschrift: Weiterbildung und informelles Lernen älterer Arbeitnehmer) vertrat er von 2010 bis 2012 eine W3-Professur für Weiterbildung und Medien an der TU Braunschweig (Vertretung: Stefanie Hartz) und die wissenschaftliche Leitung des Kompetenzzentrums Hochschuldidaktik für Niedersachsen (KHN). Anschließend lehrte er von 2012 bis 2020 als W3-Professor für Erziehungswissenschaft mit Schwerpunkt berufliche und betriebliche Weiterbildung an der Universität Tübingen. Seit April 2020 ist er Professor (W3) und Inhaber des Lehrstuhls für Allgemeine Pädagogik und Bildungsforschung der LMU München. 
Seine Arbeitsschwerpunkte sind berufliche und betriebliche Weiterbildung, informelles Lernen, Evaluation und Qualitätssicherung, Lernen und Bildung Älterer und Medienkompetenzentwicklung.

## Schriften (Auswahl)
- Virtuelle Lernarrangements für Studienanfänger. Didaktische Gestaltung und Evaluation des «Online-Lehrbuchs» Jugendforschung und der begleitenden virtuellen Seminare. München 2004, ISBN 3-8316-0385-5.
- Weiterbildung und informelles Lernen älterer Arbeitnehmer. Bildungsverhalten, Bildungsinteressen, Bildungsmotive. Wiesbaden 2009, ISBN 978-3-531-17036-7.
- Kompetenzerwerb und Lernen im Alter. Bielefeld 2014, ISBN 3-7639-5401-5.
- Qualitätsmanagement in der frühpädagogischen Weiterbildung. Konzepte, Standards und Kompetenzanerkennung. Eine Expertise der Weiterbildungsinitiative Frühpädagogische Fachkräfte (WiFF). München 2016, ISBN 978-3-86379-150-5.